# Ostkreischeule
Die Ostkreischeule oder Östliche Kreischeule (Megascops asio, Syn.: Otus asio) ist eine der kleinsten Eulen Amerikas und gehört zur Gattung der Kreischeulen. Benannt ist sie nach ihrem Verbreitungsgebiet, dem Osten der USA, und ihrem kreischenden Ruf. Sie wurde früher in die Gattung der Zwergohreulen (Otus) gestellt, gemeinsam mit allen anderen amerikanischen Arten ist sie heute Teil einer eigenen Gattung, der Kreischeulen (Megascops). Sie lebt vor allem in entlegenen Wäldern, aber auch in Stadtparks und Vororten größerer Städte.

## Merkmale

### Aussehen

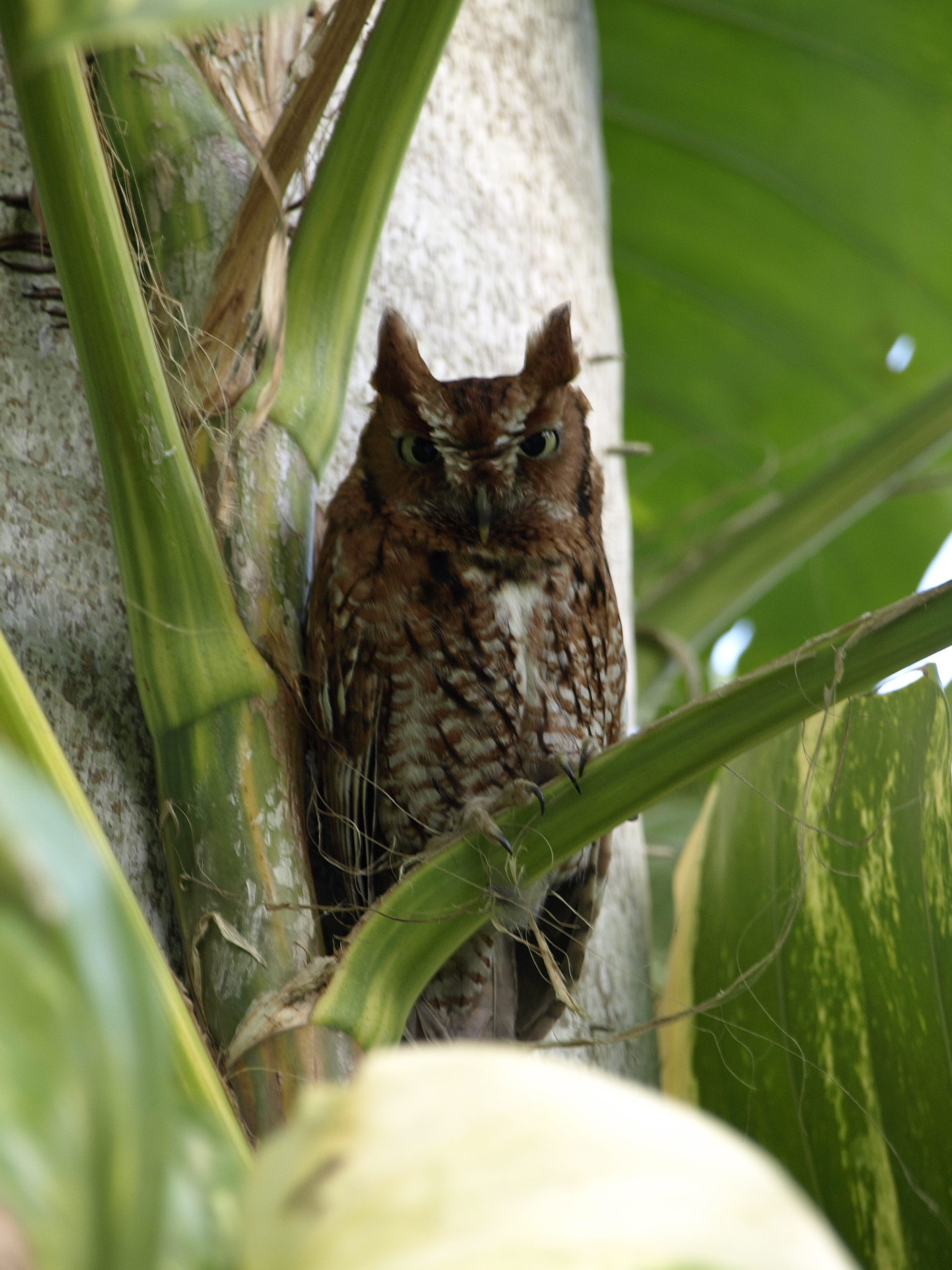
Die braune Farbvariante der Ostkreischeule

Bei den Ostkreischeulen existieren zwei Farbvarianten. Eine mit rotbraunem Gefieder, daneben gibt es auch die graue Farbvariante.
Junge Ostkreischeulen werden oft mit Westkreischeulen verwechselt, da jene noch nicht die charakteristische dunkel gestrichelte Färbung am Rücken und Schwanz besitzen. Da sich die Lebensräume der beiden Arten an einigen Stellen überlappen, etwa im Osten von Colorado und dem südlichen Texas, ist das einzige sichere Merkmal zur Bestimmung der Art die Schnabelfarbe, die bei der Ostkreischeule gräulich-hell und der Westkreischeule dunkler gräulich bis schwarz ist.
Die vermeintlichen Federohren am Kopf sind lediglich Tarnhilfen der Eule, die dadurch auf den ersten Blick wie ein abgebrochener Ast aussieht. Die tatsächlichen Ohren befinden sich seitlich am Kopf. Ihre großen Augen sind gelb hinterlegt und haben einen schmalen schwarzen Rand.

### Körperbau
Bei Größe und Gewicht der Ostkreischeule zeigt sich ein Geschlechtsdimorphismus: Ausgewachsene Weibchen erreichen eine Körperlänge von durchschnittlich 23 cm, Männchen werden 21 cm lang. Die Flügelspannweite beträgt im Mittel 56 cm (Weibchen) bzw. 54 cm (Männchen), das Gewicht 208 g (Weibchen) bzw. 200 g (Männchen).

### Ruf
Ihr Ruf besteht aus einer Serie von tremolierenden und trällernden Pfeiftönen. Männchen rufen gewöhnlich etwas tiefer als die Weibchen.
Der Ruf ist sehr durchdringend und raubt vielen Campern den Schlaf. Ein Aberglaube besagt, dass ins Feuer geworfene Hufeisen oder herausgestülpte Hosentaschen die Eulen zum Schweigen bringen.

## Verbreitung und Bedrohung

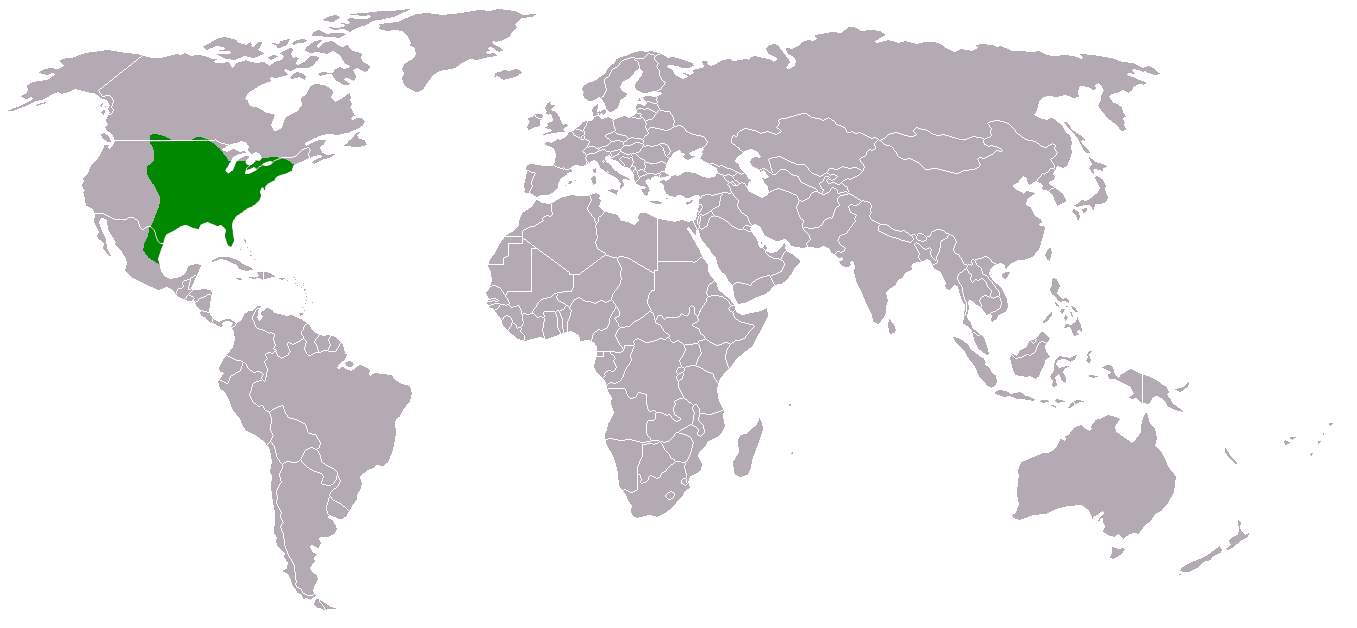
Das Verbreitungsgebiet der Ostkreischeule

Das Verbreitungsgebiet reicht von der Mitte Nordamerikas bis zur Ostküste und von Mexiko nach Südkanada. Dort ist sie allgemein noch häufig anzutreffen. Neben der Verfolgung durch einige Bauern und Förster wird ihr auch von Minks, Wieseln, Skunks und größeren Eulen wie Schneeeulen und Virginia-Uhus nachgestellt.

## Habitat
Die Ostreischeulen leben in Mischwäldern, Gehölzen und im Strauchland, allerdings haben sie nur wenig Scheu vor Menschen, so dass sie vereinzelt in Kulturlandschaften wie Plantagen oder auch in Stadtparks beheimatet sind. Am häufigsten sind sie allerdings in entlegenen Wäldern anzutreffen.
Die Tiere leben das ganze Jahr in einem bestimmten Territorium von 4 bis 6 ha (in Extremfällen auch bis zu 80 ha), das Schlafplätze, Nahrung und Brutmöglichkeiten aufweist. Es kann vorkommen, dass die Gebiete verschiedener Exemplare sich überschneiden, die sich dann normalerweise gegenseitig ignorieren. Allerdings werden in der Brutzeit alle Eindringlinge aus einem Umkreis von 30 Metern um das Nest vertrieben. Kommt ein Mensch oder ein großes Tier zu nahe, stürzen sich beide Eltern auf den Eindringling und riskieren nicht selten dabei auch ihr Leben.

## Lebensweise
Die Ostkreischeulen sind fast ausschließlich nachtaktiv. Tagsüber schlafen sie gut versteckt auf einem Baum, mit zusammengekniffenen Augen und aufgestellten Federohren, wobei ihr Kopf leicht zur Seite gedreht ist und der Schnabel im Gefieder steckt. In der Abenddämmerung werden sie aktiv und spähen auf einem Ast sitzend aufmerksam nach Beute. Nach Einbruch der Dunkelheit verlassen sie sich hauptsächlich auf ihr Gehör. Sie können mit bis zu 5 Flügelschlägen pro Sekunde sehr schnell und wendig fliegen, aber auch segeln und gleiten.
In Gefangenschaft können Ostkreischeulen über 20 Jahre alt werden.

### Fortpflanzung
Im Februar, am Anfang der Brutzeit, lockt das Männchen seine Partnerin mit einem speziellen Ruf an einen ausgewählten Brutplatz, der ein Astloch, ein Spechtloch oder auch ein Taubenschlag oder Nistkasten sein kann. In beiden letzteren Fällen werden die Vorbesitzer meistens getötet. Der Brutplatz befindet sich in einer Höhe von zwei bis sechs Metern, in Ausnahmefällen auch bis zu 15 m. Nach der Paarung legt das Weibchen in Abständen von zwei Tagen ihre drei bis acht weißen Eier, welche etwa 26 Tage lang, hauptsächlich von ihr selbst, bebrütet werden, während das Männchen Futter besorgt. Sobald die weiß gefiederten und blinden Jungen geschlüpft sind, müssen sie ständig gefüttert werden. Nach sechs Tagen können sie schließlich sehen. Das Gefieder wird mit der Zeit immer grauer oder bräunlicher. Mit 14 bis 20 Tagen verlassen sie erstmals das Nest und sitzen oft zusammen auf Bäumen, die sie ohne die Eltern nicht verlassen. Nach vier bis sechs Wochen sind die Jungen schließlich völlig selbstständig und verlassen ihre Eltern.

### Nahrung

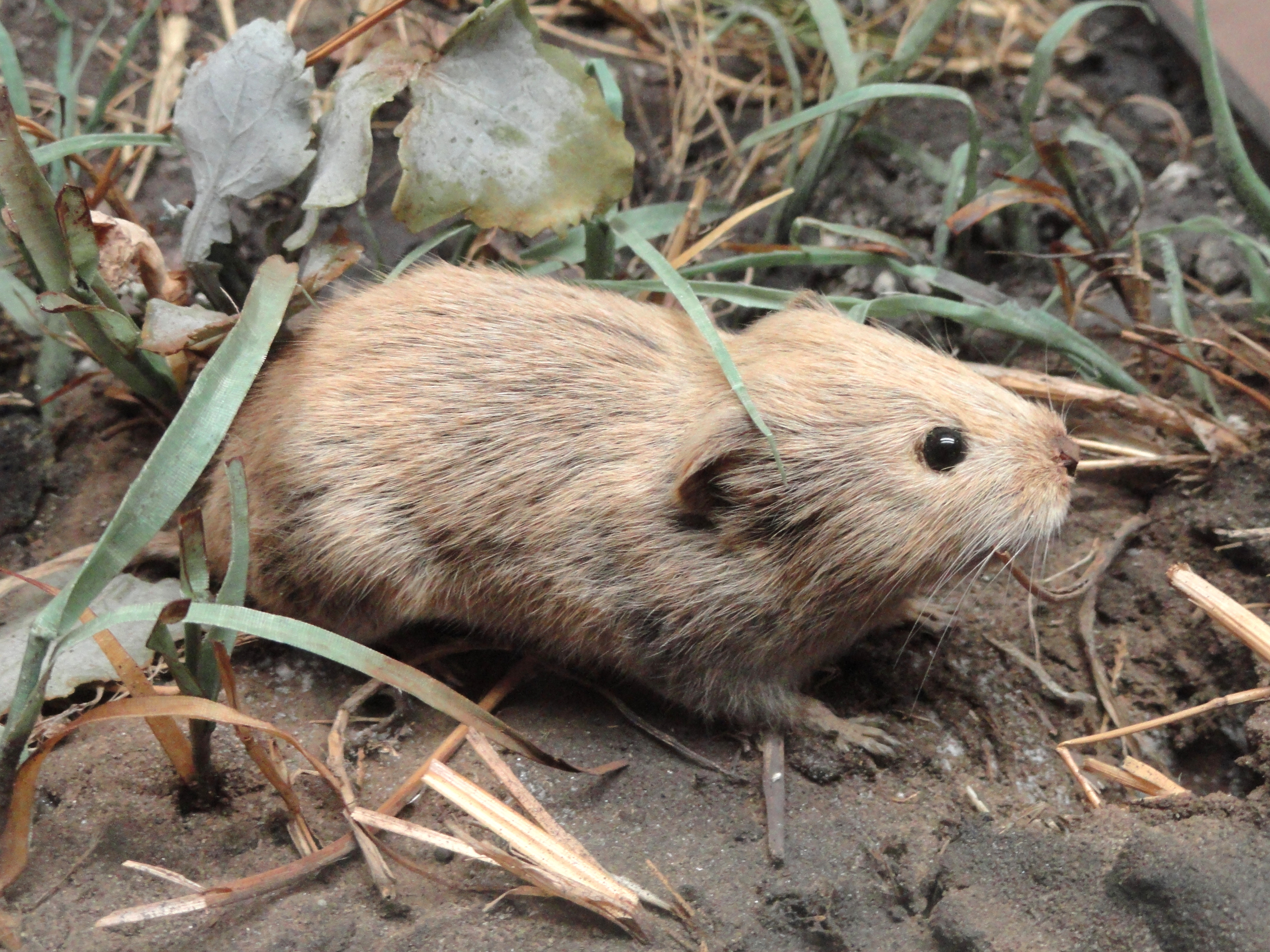
Wühlmäuse (hier abgebildet eine Wiesenwühlmaus) bilden die Hauptnahrung der Kreischeulen.

Die Nahrung der Ostkreischeule ist sehr vielfältig. Sie frisst sowohl Kleinsäuger (wie Wühlmäuse, Spitzmäuse, Gleithörnchen, Maulwürfe und Fledermäuse) als auch Vögel (wie Wachteln, Wanderdrosseln, Seidenschwänze und Tauben), Heuschrecken, die sie im Flug fängt, Fische, Amphibien und manchmal auch Schlangen.
Die Beute wird mit den Zehen und Krallen gegriffen. Wenn die Beute nicht zu groß ist, wird sie komplett, mit dem Kopf voraus, heruntergeschlungen, ansonsten zuerst mit dem kräftigen Schnabel zerrissen und stückchenweise geschluckt.

## Unterarten
Die Ostkreischeule hat fünf Unterarten, von denen drei wiederum eine eigene Varietät haben.
- Megascops asio asio (Linnaeus, 1758) kommt vom Südosten Kanadas und dem Nordosten der USA über das zentrale und östliche zentrale Gebiet der USA vor.
  - Megascops asio ocreatus (Lichtenstein, 1854)
  - Megascops asio naevius Gmelin, JF 1788
  - Megascops asio carolinensis (Brisson, 1760)
  - Megascops asio striatus (Vieillot, 1807)
- Megascops asio maxwelliae (Ridgway, 1877) ist über das südliche zentrale Kanada und das nördliche zentrale Gebiet der USA verbreitet.
  - Megascops asio swenki (Oberholser, 1937)
- Megascops asio hasbroucki (Ridgway, 1914) ist im südlichen zentralen Teil der USA verbreitet.
- Megascops asio floridanus (Ridgway, 1877) kommt von Louisiana  bis Florida vor.
- Megascops asio mccallii (Cassin, 1854) kommt vom südlichen Texas bis ins nordöstliche Mexiko vor.
  - Megascops asio semplei  (Sutton & Burleigh, 1939)
  - Megascops asio enano (Brewer, 1878)